# Indiumfosfide
Indiumfosfide (InP, formeel: indium(III)fosfide) is een binaire verbinding van indium en fosfor. De voornaamste toepassing ervan is die van halfgeleider. Het heeft een vlak gecentreerde kubische kristalvorm (type: zinkblende), identiek aan die van GaAs en veel andere III-V-halfgeleiders, verbindingen tussen elementen uit groep 13 van het periodiek systeem (aluminiumgroep) en groep 15 (fosforgroep).

## Bereiding
Indiumfosfide kan verkregen worden via de reactie van witte fosfor en indium(III)jodide bij 400 °C. of via de thermische ontleding van een trialkyl-indiumverbinding en fosfine:
{\displaystyle {\ce {InR3\ +\ PH3\ ->\ InP\ +\ 3RH}}}

## Toepassingen
InP wordt toegepast in hoogvermogen- en hoogfrequente elektronica vanwege zijn hoge elektromobiliteit in vergelijking met de meer algemene halfgeleiders als silicium en galliumarsenide.
In combinatie met indium-galliumarsenide maakte het een pseudomorphe heterojunction bipolaire transistor mogelijk met een werkingsfrequentie van 604 GHz.
De directe bandgap van InP maakt het zelf geschikt voor gebruik in opto-elektronica zoals diodelasers. Daarnaast wordt het gebruikt als eptaxale drager voor op indium-galliumarsenide gebaseerde opto-elektronica.
Een andere toepassing van indiumfosfide wordt gevormd door de foton-geïntegreerde schakelingen, waarin actief laserlicht geproduceerd wordt, de versterking wordt verzorgd, evenals controle en detectie gecombineerd worden toegepast. Dit maakt ze tot ideale componenten in communicatie- en sensor-apparatuur.
Speciaal het elektromagnetische spectrum tussen het microgolfgebied en het infraroodgebied, een weinig tot niet gebruikt deel van het spectrum, en waarin de straling zowel hoogfrequente als lichteigenschappen vertoont, wordt door InP-technologie toegankelijk gemaakt.

### Opto-electronische toepassingen
Op InP gebaseerde lasers en leds kunnen straling uitzenden in het gebied van 1200 nm tot 12 µm. Dit licht wordt gebruikt in glasvezel-telecommunicatie. Het licht kan ook in sensors gebruikt worden. Enerzijds zijn dit de spectroscopische toepassingen waarbij licht van een bepaalde specifieke golflengte nodig is om een interactie met stoffen te geven. Opto-elektronische terahertz wordt gebruikt in uiterst gevoelige spectroscopische analyses, dikte-meting van polymeren of de controle op meerlaagscoatings in de auto-industrie. Daarnaast is er het grote voordeel van deze lasers dat ze niet schadelijk zijn voor het oog. De straling wordt in het glasachtig lichaam van het oog geabsorbeerd en kan de retina niet beschadigen.

### Telecommunicatie
Indiumfosfide wordt gebruikt voor efficiënte lasers, gevoelige fotodetectoren en modulatoren in het golflengtegebied dat voor telecommunicatie gebruikt wordt, het gebied rond 1550 nm, ten gevolge van zijn directe bandgap. De golflengtes tussen ongeveer 1510 nm en 1600 nm vertonen de kleinste verzwakking in glasvezels, ongeveer 0,2 dB/km). InP is een algemeen gebruikt materiaal om het laserlicht te produceren en te detecteren én voor de conversie van deze signalen van en naar elektrische schakelingen.
Toepassingen zijn:
- Lange-afstands glasvezelverbindingen, tot 5000 km waarbij snelheden van meer dan 10 Tbit/s tot de mogelijkheden behoren
- Bedrijfsnetwerken en datacenters.
- Glasvezelverbindingen naar privéadressen
- Verbindingen naar stations voor 3G, LTE and 5G.
- Verbindingen tussen satellieten in de ruimte

### Optische metingen
In toenemende mate wordt gebruikgemaakt van het golflengtebereik van InP. Spectroscopische analyse met als doel milieubescherming en identificatie van gevaarlijke stoffen vormen toepassingen:
- Real-time meting van uitlaatgassen (CO, CO2, NOx (NO + NO2)).
- FT-IR spectrometrie in het terahertz-gebied.
- Op veilige afstand detectie van explosieve stoffen bijvoorbeeld in de bagagecontrole op vliegvelden of na aanslagen met explosieven.
- Snelle detectie van (sporen van) toxische stoffen (ook gassen) in vloeistoffen, zoals drinkwater, of op oppervlakken. Detectie is mogelijk tot in het ppb-niveau.
- Niet-destructieve spectroscopisch onderzoek van bijvoorbeeld voedsel (vroege detectie van bedorven voedsel) Aan de Technische Universiteit Eindhoven is in samenwerking met Mantispectra een toepassing ontwikkeld voor melk.[16] Daarnaast is deze techniek ook toepasbaar gebleken voor toepassingen in de plastic-industrie en de detectie van drugs.[17]

### Lidar-systemen voor de vervoersbranche en industrie
In lidar, onder andere toegepast bij de radarcontrole op snelheid op de weg, is discussie over de te gebruiken golflengte. Het gebied tussen 830 en 940 nm heeft het voordeel van de beschikbaarheid van reeds bestaande optische componenten. Fabrikanten leveren echter steeds meer apparatuur die met behulp van de langere golflengte van 1500 nm werkt, omdat hiermee een laservermogen gebruikt kan worden dat ongeveer 100 keer groter is, zonder het risico van oogbeschadiging.
- Lidar biedt de mogelijkheid van identificatie met behulp van 3D-techniek.
- In de automobielindustrie worden grotere en duurdere mechanische sensoren vervangen door op chips gebaseerde systemen.
- Voor de meest geavanceerde chip-lidar-systemen lijkt dat de weg naar zelfstandig rijdende voertuigen te openen.[18] Ook hier speelt de langere golflengte, naast veiligheid voor de ogen, ook een rol in de reële werksituatie met stof, mist en regen.

### Hogesnelheid-elektronica
De huidige halfgeleiders bieden de mogelijkheid van genereren en detecteren van zeer hoge frequenties (100 GHz en hoger). Toepassingen hiervan komen voor in draadloze communicatie (richting gestuurd), radar (compact, energiezuinig en met een zeer hoog oplossend vermogen), en metingen ten behoeve van weer- en atmosferische gegevens.
De op InP gebaseerde transistoren kunnen zeer klein zijn: 0,1 µm × 10 µm × 1 µm. Een gebruikelijke substraat-dikte is < 100 µm. Deze transistoren worden toegepast in onder andere:
- Beveiligingssoftware: controle op vliegvelden en van huizen
- 5G-netwerken. De snelheid van meer dan 100 GHz maken hoge data-doorvoersnelheden mogelijk
- Biomedische toepassingen: THz-spectrometers worden toegepast in niet-invasieve diagnostiek in bijvoorbeeld kanker-onderzoek, maar ook voor de detectie van diabetes of de analyse van uitgeademde lucht.
- Industriële toepassingen zoals de controle van de dikte van laklagen op auto's of de controle op defecten in hitteschild-componenten voor ruimtevoertuigen.
- In de robotica wordt het visuele gedeelte van de waarnemingen uitgevoerd met een radar op basis van InP-technologie.
- Vrijwel alle componenten en verontreinigingen in de atmosfeer vertonen karakteristieke absorptie of emissie (fingerprint) in het THz-bereik. InP-technologie maakt het mogelijk licht-gewicht, mobiele apparatuur te ontwikkelen voor dit soort metingen en stoffen

### Fotovoltaïsche toepassingen
Fotovoltaïsche cellen met een efficiëntie van tot 46% gebruiken InP. Alleen met op InP gebaseerde halfgeleiders lijkt het mogelijk deze omzettingsgraad te halen (2014).

### Fonon
InP vertoont een van de langst durende optische fononen voor kristallen met de zinkblende-structuur.

## Quaternaire verbindingen
Indiumfosfide wordt soms gemengd met indiumantimonide en indiumarsenide waarbij een quarternaire legering ontstaat, met een bandgap die afhankelijk is van de verhouding waarin de samenstellende stoffen (InP, InAs, InSb) aanwezig zijn. Deze combinaties zijn uitgebreid onderzocht op het effect van druk en temperatuur op hun eigenschappen.